# Île Melville (Australie)
Pour les articles homonymes, voir Île Melville.
Deuxième plus grande île australienne (6 220 km²) après la Tasmanie, l'île Melville est située en mer de Timor, à 60 kilomètres au nord-nord-est de Darwin et à 26 km au nord-nord-ouest de la terre ferme la plus proche (Fright Point) et dont elle est séparée par le détroit de Clarence. L'île est principalement constituée d'une forêt ombrophile et baignée de cascades. Administrativement, l'île dépend du Territoire du Nord.

## Histoire
L'île Melville et sa voisine l'île Bathurst (à l'ouest) sont originellement peuplées de la tribu aborigène Tiwi. Le navigateur hollandais Abel Tasman l'aperçut en 1644, mais les premiers Européens (Hollandais) à mettre un pied sur l'île n'arrivèrent qu'en 1705, puis les Anglais y installèrent Fort Dundas en 1824, mais abandonnèrent les lieux au bout de 18 mois. Au début du XXe siècle, l'île attira des plongeurs de perles venus du Japon.

## Population
De nos jours, la population est majoritairement constituée de Tiwi, mais aussi de descendants des plongeurs de perles japonais et de métis européano-aborigènes venus du Territoire du Nord dans les années 1950.

## Statut
Melville et Bathurst constituent les îles Tiwi et sont administrées par le Tiwi Land Council. Le séjour sur Melville nécessite un permis spécial et seule Bathurst accueille des touristes.